# جواو باولو أوليفيرا
جواو باولو أوليفيرا (بالبرتغالية: João Paulo Oliveira‏) (13 يونيو 1985 بريو دي جانيرو في البرازيل - ) هو لاعب كرة قدم برازيلي في مركز الهجوم. لعب مع بيرسخوت إيه سي وغريميو بورتو أليغرينزي ونادي أولهانينسي ونادي بيلينينسش ونادي جوفنتودي ونادي شابيكوينسي وجريميو نوفوريزونتينو ونادي برازيل دي بيلوتاس ونادي مادوريرا وإسبورتي بيلوتاس ‏ وGuaratinguetá Futebol ‏ ونادي فيرانوبوليس وأتلتيكو لينينسي ونادي بينابولينيزي وGrêmio Esportivo Glória ‏ ونادي باسو فوندو.

## وصلات خارجية
- جواو باولو أوليفيرا على موقع قاعدة بيانات كرة القدم.إي يو (الإنجليزية)